# 터커 맥가이어
터커 맥가이어(Tucker McGuire, 1912년 1월 1일 ~ 1988년 8월 3일)는 미국의 배우, 영화배우이다.
윈체스터에서 태어났으며 런던에서 사망하였다.

## 영화
- 다릴 (1985년)
- 더 리볼루셔너리 (1970년)
- 타이타닉호의 비극 (1958년)
- 높이 오르기 (1939년)